# Geno Segers
Geno Segers é um ator e dublador americano. Ficou muito conhecido por atuar no seriado Pair of Kings, no Disney XD, como o guarda-costas dos reis Brady (Mitchel Musso) e Boomer (Doc Shaw), pai de Mikayla (Kelsey Chow).
Segers também atuou na série Zeke and Luther, também do Disney XD. Ambos esses seriados são transmitidos no bloco Random, que mostra programas originais do Disney XD no Disney Channel. Atualmente atua no seriado Banshee, onde faz o indígena psicopata Chayton Littlestone.

## Vida
Segers era jogador de futebol, lutador e tri atleta. Ele jogou futebol pelo Western Carolina University, depois no American Nacional Rugby League. 